# 新田芳子
新田芳子（にった よしこ、5月28日 - ）は、日本の女性歌手。旧満洲、奉天市出身。O型。
シャンソン、カンツォーネ、タンゴ、ジャズ、フォルクローレなど幅広いジャンルで活躍している。

## 来歴
1966年のNHK軽音楽オーディションに合格後、銀巴里デビュー（1990年閉店まで出演）。
アルバム「母のない子」他、シングル3枚をクラウンレコードよりリリース。 CD「ルージュ」「レーブル」をテイチクレコードよりリリース。
ボニージャックスと共にソビエト公演、名古屋パリ祭「美輪明宏と共に」ゲスト出演など、各地にてシャンソンライブ、ディナーショー、各種コンサート等で活躍している。